# Dagoberto Nolasco
Dagoberto Nolasco est un peintre salvadorien, né le 5 janvier 1956 à Delgado (Salvador).
Il participe à des expositions depuis 1984 dans son pays, dont il n'a que rarement franchi les frontières, et à l'étranger.

## Biographie
Dagoberto Nolasco est né le 5 janvier 1956 à Delgado.
Il est le témoin d'une guerre civile qui durera douze ans, jusqu'en 1992. Ce conflit sera marqué par une succession d'affrontements entre l'armée et les mouvements de guérilla, des actes de terrorisme, une répression atroce, des exactions de part et d'autre, des massacres, l'utilisation de la torture, des sabotages, des assassinats, des disparitions. La nature elle-même accable le pays : un tremblement de terre ravage les quartiers populaires de la capitale en 1986.
Beaucoup d'artistes de cette époque fuient à l'étranger ou se réfugient dans des thèmes qui ne prêtent guère à controverse : les paysages à la manière des peintres naïfs, des natures mortes, des abstractions, qui iront décorer les agences bancaires ou les maisons bourgeoises. Car au Salvador, il existe un marché de l'art très actif, alimenté par une abondante création, les œuvres originales produites localement étant souvent moins chères que les reproductions importées, au demeurant difficiles à trouver.
Malgré les risques, Dagoberto Nolasco choisit de se faire le chroniqueur de son temps, en produisant des œuvres sur des thèmes politiques et sociaux. Une présence récurrente dans ses œuvres est celle de papillons sur les ailes desquels il fait parfois figurer un crâne et qui symbolisent le présage de la mort. Après les accords de paix de 1992, sa thématique se transforme. Aux fantasmes érotiques se mêle l'angoisse d'une maladie qui menacerait sa vue. Toute sa production récente est centrée sur le thème de l'œil. « C'est mon lien entre le monde extérieur objectif et mon monde intérieur subjectif. »
Dagobert Nolasco est également l'auteur d'un recueil de courtes nouvelles illustrées par lui, El llamado del río (l'appel de la rivière).

## Œuvres dans les collections publiques
- San Salvador, Museo de Arte de El Salvador (es) : Los heroes estan cansados (Les Héros sont fatigués), juin 1992[4],[5].
- Tempe (Arizona), Arizona State University Art Museum : Pasoide, 1994, encre de Chine sur papier, 60 × 45 cm[6].
- Culver City (Californie), Center for the Study of Political Graphics.

## Expositions
- 1984 : exposition individuelle, galerie « El Laberinto », San Salvador
- 1985 : exposition collective, galerie "Mission galery", San Francisco
- 1985 : exposition individuelle en Galeria de Arte « El Laberinto » San Salvador
- 1986 : biennale d'œuvres sur papier, Buenos Aires
- 1987 : exposition « Allégorie de l'origine et de la destruction », Galerie « El Laberinto », San Salvador
- 1991 : exposition collective « Collection Privée », Alliance française, San Francisco
- 1991 : biennale d'œuvres sur papier, Valparaiso, Chili
- 1991 : exposition collective, San Cristobal de las Casas, Chiapas, Mexique
- 1995 : exposition collective « Arte bajo Presion: El Salvador 1980-Presente » ("Art sous pression"), Arizona State University Art Museum, Tempe, Arizona ; Lawdale Art and Performance Center, Houston, Texas
- 1995 : IVe salon du dessin, Saint-Domingue, République Dominicaine
- 1996 : "100 dessins d'artistes d'Amérique latine et des Caraïbes, Instituto de Cultura Portoriquena, San Juan (Porto Rico)
- 1998 : exposition collective "Vision en el tiempo", rétrospective 1970-1998 de l'art du Salvador, Salle nationale d'expositions, San Salvador
- mai-août 2006 : La vida rural en El Salvador à través del arte, Musée national d'anthropologie Dr. David J. Guzmán (es), San Salvador
- mars 2009 : élu "artiste du mois" au MARTE (musée d'art du Salvador) : exposition de son œuvre "Reflexiones, augurios y ficciones" accompagnée d'une conférence-débat le 5 mars avec Rafael Alas, le critique d'art Mario Castrillo[3] et Antonio Bonilla (artiste)
- 2014 : exposition itinérante au Chili : Le retour de la nostalgie - Alex Cuchilla, Renacho Melgar, Dagoberto Nolasco, Tatiana Rodriguez, Maison de la culture Victor-Jara, Santiago-La Cisterna (février)[7], Galerie d'art Andreo, Valparaiso (mars)[8], Universidad autónoma de Chile, Talca (septembre-octobre)[9], Université catholique du Nord, Antofagasta (décembre)
- 2014 : Quinze artistes salvadoriens, Galerie 212, Wynwood, Miami[10]
- 2015 : Sentidos Galeria, San Salvador, 2015[11].
- janvier-février 2016 : Horror Vacui - L'art d'après guerre, Salle nationale d'exposition Salarrié, San Salvador[12]

## Réception critique
- « Travaillant dans une veine plus métaphorique, Dagoberto Nolasco capte les cicatrices du subconscient collectif de la nation. » - Laura C. Mallonee[13]